# ネフスキー・パレス
ネフスキー・パレス（ネーフスキー・パラス、Невский Палас、Nevsky Palace）は、ロシア、サンクトペテルブルクにある5つ星ホテル。創業は1861年。ペテルブルクでは、ホテル・アストリア、グランド・ホテル・ヨーロッパと並ぶ最高級ラグジュアリー・ホテルの一つである。
ネフスキー大通りに面し、ファザードは近代的である。1982年ゼムツォーフ・コンディアイン・アンド・パートナーズによる設計案は全国コンテストで最優秀賞を受賞し太他、内外の建築関係の賞を受賞している。
延べ床面積は3万1000平方メートルで、1階には、ロビー、バー、レストラン、ヘア・サロン、銀行、オフィス、中庭内にテラスがあるカフェ、ショップを有する。客室総数は288室。3つのレストラン、ビジネス・センター、会議室など7000平方メートルのオフィス空間がある。また、オープンテラス式のサウナ風呂やペテルブルクで最初の地下駐車場も作られた。
2007年までアラップ社により5400万ユーロの巨費を投じて、リニューアル中である。